# مستشفى الحميات والجهاز الهضمي والكبد بالإسكندرية
مستشفى الحميات والجهاز الهضمي والكبد بالإسكندرية أو مستشفى حميات الإسكندرية هو مستشفى حميات حكومي مصري، يتبع مديرية الشئون الصحية بمحافظة الإسكندرية التابعة لوزارة الصحة والسكان، يقع في منطقة الحضرة بمدينة الإسكندرية على مساحة 25 فدان، أنشأ سنة 1899 على الطراز الإنجليزي في عهد الخديوي عباس حلمي الثاني، ويُعتبر ثاني مستشفى حميات ينشأ في مصر بعد مستشفى الحميات والجهاز الهضمي والكبد بالعباسية، بلغت طاقته الاستيعابية سنة 2020 حوالي 243 سرير، و45 سرير عناية مركزة، و53 سرير غسيل كلوي.